# Henri Lentulo

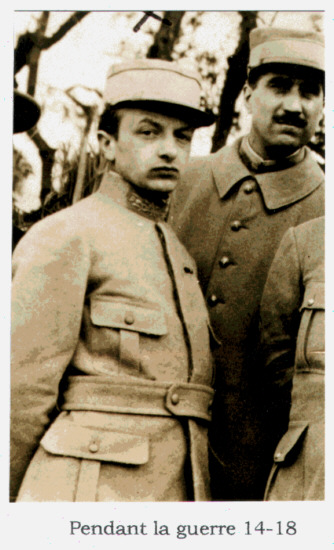
Henri Lentulo durant la Primera Guerra Mundial.

Henri Lentulo, nascut el 17 de novembre de 1889 a Niça i mort el 27 de gener de 1981 a Gap, va ser un metge italià, naturalitzat francès i oficial de la Legió Estrangera. Va ser un pioner de l'odontologia, inventor de l'Espiral de Lentulo que porta el seu nom (patent emesa a França). Descansa a Béthonvilliers (Eure-et-Loir).

## Biografia

### Família i formació
Nascut a Niça de pares d'origen piemontès - el seu pare Gaetano va néixer a Ceva mentre la seva mare, Catherine Operti, era de Cuneo - es va graduar com a cirurgià dental el 1912 a la Universitat de Torí.

### Primera Guerra Mundial
Amb l'esclat de la Primera Guerra Mundial, les seves opinions polítiques socialistes el van portar, després de l'assassinat de Jean Jaurès, a allistar-se a l'exèrcit francès el 1914.
Sent encara ciutadà italià, es va unir a la Legió Estrangera i va ser destinat al 1 Regiment de Marxa, com a legionari de 2 classe. L'octubre d'aquell any va ser adscrit com a metge adjunt a la Legió Garibaldina Peppino Garibaldi, al 4 Regiment de Marxa del 1 Regiment Estranger.
L'abril 1915, amb el desenllaç de la Legió Garibaldina, Lentulo va ser destinat al 2 regiment estranger d'Orleans, després al 359 regiment d'infanteria. El 12 agost va lluitar a la batalla de Verdun i el 1918 va ser enviat a Milà per organitzar el centre de cirurgia maxil·lofacial de l'exèrcit italià.